# Орлеанисты
Орлеанская партия или орлеанисты — так назывались во Франции приверженцы орлеанского дома: во время великой революции — сторонники Филиппа Эгалите, а с 1830 г. сторонники династии короля Луи-Филиппа.
Луи-Филипп родился в Париже. Был старшим сыном герцога Луи-Филиппа-Жозефа Орлеанского, известного как Филипп Эгалите; носил сперва титул герцога Валуа, потом герцога Шартрского. С 1800 года вплоть до вступления на престол носил титул герцога Орлеанского. Большинство его предков принадлежали к разным ветвям династии Бурбонов — 9 из 16 прапрадедов и прапрабабушек Луи-Филиппа были потомками одного человека, Карла IV де Бурбона.
Под руководством госпожи Жанлис Луи-Филипп приобрёл довольно серьёзные и разнообразные знания, либеральный образ мыслей, любовь к путешествиям, привычку к простоте и выносливость. Вслед за отцом он объявил себя сторонником революции, поступил в национальную гвардию и в клуб якобинцев. В чине генерал-лейтенанта он принял участие в битвах при Вальми, при Жемаппе (1792 г.) и при Неервиндене, где обнаружил большие военные способности и храбрость. В 1792 г. Луи-Филипп отказался от своего титула и по примеру отца принял имя гражданина Эгалите. Когда Конвент издал закон об изгнании Бурбонов, то для обоих Эгалите было сделано исключение. Когда генерал Дюмурье, под начальством которого служил Луи-Филипп, изменил Республике, Луи-Филипп, хотя и не принимавший участия в заговоре, должен был оставить Францию.
После февральской революции 1848 г. члены орлеанского дома находились в эмиграции, а их сторонники — в оппозиции второй республике, потом второй империи. После падения второй империи орлеанские принцы вернулись во Францию.
Надежды на восстановление орлеанской монархии оживились. Среди богатой и либеральной буржуазии орлеанисты находили много сторонников. В национальное собрание вошли не только многие орлеанисты, но и два орлеанских принца (Омальский и Жуанвильский). Убедясь, что Тьер не хочет сделаться её орудием, Орлеанская партия свергла его и выбрала более удобного для её целей Мак-Магона. Попытка слиться с легитимистской партией и добиться восстановления монархии, с признанием графа Парижского наследником престола, потерпела неудачу вследствие упрямства графа Шамбора.
Сближение с легитимистами и клерикалами лишило орлеанских принцев симпатий либеральной группы их сторонников и послужило началом отпадения многих приверженцев их, примирившихся с республикой (raillés). Когда, после смерти графа Шамбора (в 1883 году), граф Парижский был признан легитимистами (за немногими исключениями) главой королевского дома (Maison royale de France), то республика уже настолько окрепла, что ослабевшая Орлеанская партия не была для неё опасной; однако, по закону о претендентах (1886 г.) орлеанские принцы были вновь изгнаны из Франции.
Сильно скомпрометировала себя Орлеанская партия союзом с буланжистами (1888 г.), которым граф Парижский для агитации дал 4 миллиона франков. Один только герцог Омальский протестовал против этого союза и в 1889 году получил разрешение вернуться во Францию. Через 4 месяца после смерти графа Парижского (1895 г.) его сын, Людовик-Филипп, в открытом письме к сенатору Бюффе заявил о своих правах на французский престол.